# Croton turumiquirensis
Croton turumiquirensis är en törelväxtart som beskrevs av Julian Alfred Steyermark. Croton turumiquirensis ingår i släktet Croton och familjen törelväxter. Inga underarter finns listade i Catalogue of Life.